# هانتر برگان
هانتر برگان (انگلیسی: Hunter Burgan؛ زادهٔ ۱۴ مهٔ ۱۹۷۶) موسیقی‌دان اهل ایالات متحده آمریکا است. وی از سال ۱۹۹۱ میلادی تاکنون مشغول فعالیت بوده است.